# Elisabeth Schwarzhaupt
Emma Sophie Elisabeth Schwarzhaupt (ur. 7 stycznia 1901 we Frankfurcie nad Menem, zm. 30 października 1986 tamże) – niemiecka prawniczka, polityk Unii Chrześcijańsko-Demokratycznej (niem. Christlich Demokratische Union Deutschlands, CDU), deputowana do Bundestagu (1953–1969), minister zdrowia w gabinetach Adenauera i Erharda (1961–1966) – pierwsza kobieta minister w niemieckim rządzie federalnym.

## Życiorys
Elisabeth Schwarzhaupt urodziła się w rodzinie nauczycielskiej. W 1917 roku wstąpiła do Niemieckiej Partii Ludowej (niem. Deutsche Volkspartei, DVP). Po złożeniu egzaminu maturalnego (1919) i egzaminu na nauczycielkę (1920), studiowała prawo we Frankfurcie nad Menem i w Berlinie. Następnie doradzała miejskiemu ośrodkowi ochrony kobiet we Frankfurcie nad Menem (1930–1932), pracowała jako sędzia w sądach we Frankfurcie nad Menem oraz w Dortmundzie (1932–1933) i jako prawnik w zrzeszeniu emerytów w Berlinie (1934–1936). Od 1936 roku pracowała jako prawnik w centralnym biurze Kościoła Ewangelicznego, a w latach 1936–1947 w kancelarii niemieckiego Kościoła Ewangelickiego (niem. Evangelische Kirche in Deutschland, EKD) a następnie w biurze spraw zagranicznych EKD we Frankfurcie (1948–1953).

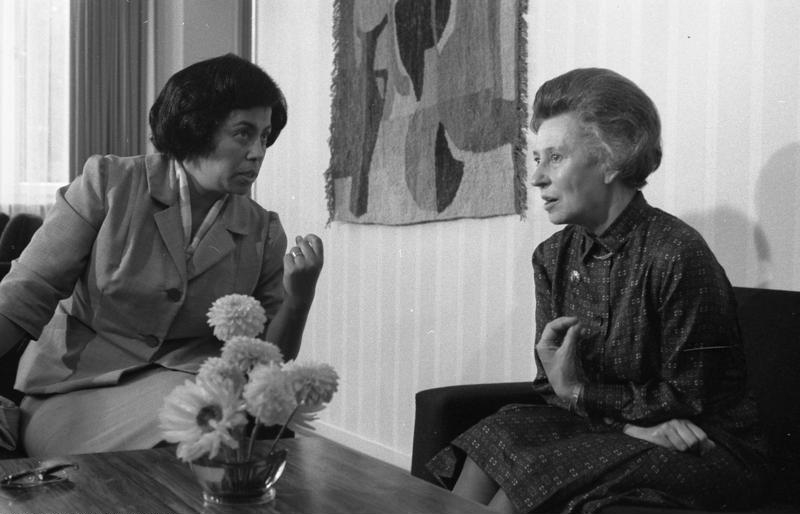
Elisabeth Schwarzhaupt (z prawej strony) w rozmowie z egipską minister ds. socjalnych Abu Zaid, 1963

W 1953 roku Schwarzhaupt została wybrana do Bundestagu z ramienia Unii Chrześcijańsko-Demokratycznej (niem. Christlich Demokratische Union Deutschlands, CDU), gdzie pracowała w komisji prawa. Swoją pierwszą mowę na posiedzeniu plenarnym Bundestagu wygłosiła w 1954 roku na temat zmian w prawie rodzinnym. W 1961 roku Konrad Adenauer powierzył jej tekę ministra zdrowia – tym samym Schwarzhaupt została pierwszą kobietą ministrem w niemieckim rządzie federalnym, stanowisko to piastowała w kolejnych gabinetach do 1966 roku. Zreformowała system ubezpieczeń zdrowotnych (1961–1963), wprowadziła ustawę o lekach w reakcji na skandal z conterganem (1958–1963) a w ministerstwie powołała do życia pierwszy wydział ds. ochrony środowiska. Jednocześnie zasiadała w zarządzie federalnym swojej partii (1961–1969). Następnie została wybrana pierwszą prezydent Niemieckiej Rady Kobiet (1970–1972).

## Odznaczenia
1966 – jako pierwsza kobieta otrzymała Order Zasługi Republiki Federalnej Niemiec (niem. Bundesverdienstkreuz)